# Le Cimetière de Prague
Pour les cimetières de Prague, voir Liste de cimetières du monde#République tchèque.
Le Cimetière de Prague (titre original : Il cimitero di Praga) est le sixième roman du sémioticien et écrivain Umberto Eco, publié le 29 octobre 2010 aux éditions Bompiani. La traduction française, signée Jean-Noël Schifano, est parue chez Grasset en mars 2011.

## Résumé

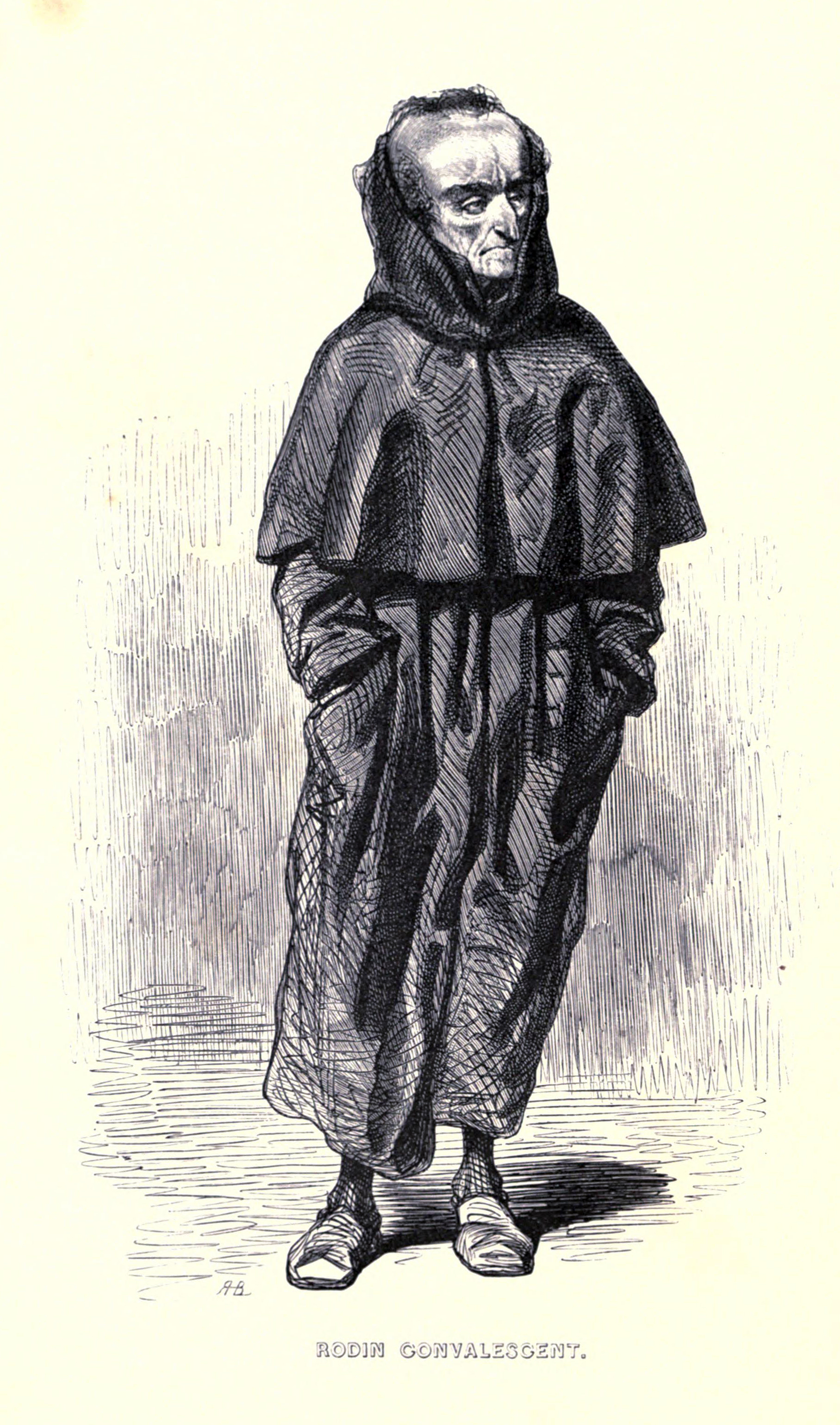
Une des nombreuses illustrations reprises dans le roman: Le père Rodin du Juif errant d'Eugène Sue, dessiné par Gavarni; elle est utilisée pour « décrire le ricanement diabolique du Père Bechx alors qu’il énonce les sombres desseins de ces ennemis de l’humanité »

Le récit se fonde en partie sur le journal tenu en 1897-98 par le « capitaine » Simonini, un faussaire italien réfugié à Paris. Troublé par d'étonnants trous de mémoire et, surtout, par l'intrusion, dans son appartement et dans son propre journal, d'un mystérieux alter ego, l'abbé Dalla Piccola, Simonini mène une introspection afin de dissiper sa confusion. Il est ainsi amené à rédiger ses souvenirs, entrecoupés par les interventions de l'abbé et les tentatives de synthèse du narrateur.
Né en 1830, Simon Simonini a été aussi bien façonné par l'anticléricalisme de son carbonaro de père que par l'antijudaïsme et l'antimaçonnisme réactionnaire de son grand-père. Ce dernier, partisan de la théorie du complot d'Augustin Barruel, incluait celle-ci dans une vaste entreprise de domination menée par les Juifs. Simon Simonini commet ses premiers méfaits à Turin, où il trahit ses camarades carbonari. Devenu faussaire puis espion lors de l'expédition des Mille, il infiltre les rangs garibaldiens au profit du gouvernement piémontais. Après 1860, il continue ses activités à Paris, pour le compte des services secrets français, des jésuites, de l'Okhrana et de bien d'autres clients. Sous l'influence des romans populaires d'Eugène Sue et Alexandre Dumas, et au contact d'individus plus ou moins marginaux que ses activités louches l'amènent à côtoyer, Simonini développe progressivement la trame des Protocoles des Sages de Sion, un faux destiné à démontrer l'existence d'un complot judéo-maçonnique.
En se remémorant son parcours, Simonini lève le voile sur sa participation plus ou moins directe à des événements historiques mais aussi sur des actes qu'il était incapable d'assumer...

## Événements historiques servant de toile de fond au récit
- Expédition des Mille
- Guerre franco-prussienne de 1870
- Commune de Paris (1871)
- Affaire Dreyfus
- Canular de Taxil
- Congrès antimaçonnique de Trente

## Lieux servant de toile de fond au récit
- Impasse Maubert : Simonini s'y installe lors de son exil à Paris[3]
- Le vieux cimetière juif de Prague : ce lieu joue un rôle important dans l'intrigue. Simonini l'utilise pour mettre en scènes de fausses réunions de prétendus complots internationaux, mais il n'y est jamais allé: « J’avais lu quelque part qu’avenue de Flandre il existe, au fond d’une vieille cour, un cimetière de Juifs portugais. [...] L’endroit est sordide, mais il m’a servi à imaginer le cimetière de Prague dont je n’ai vu que des images. »[4]

## Organisations historiques servant de toile de fond au récit
- Haute-Vente
- Kahal
- Compagnie de Jésus
- Franc-maçonnerie
- Okhrana
- Alliance israélite universelle

## Personnages

### Personnages fictifs

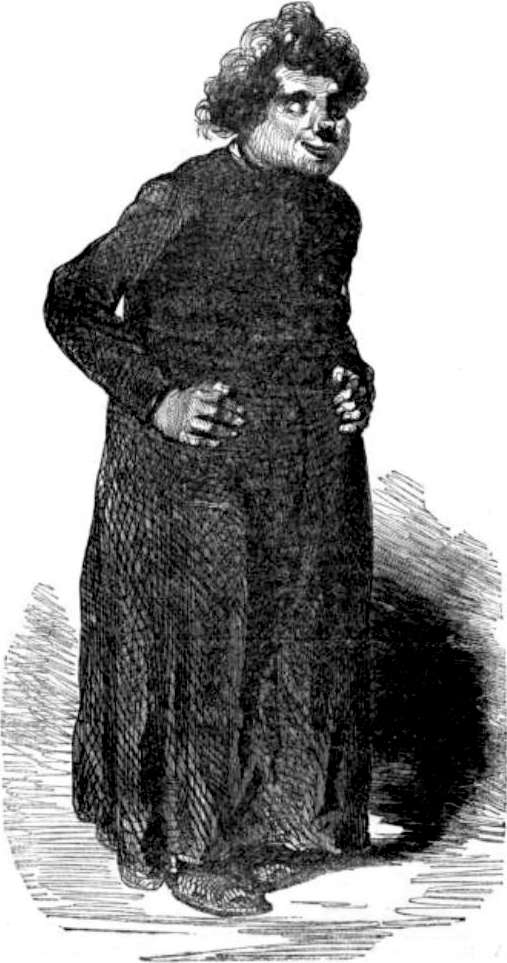
Le révérend père Caboccini: autre illustration reprise pour figurer l'abbé Dalla Piccola, extraite du Juif errant d'Eugène Sue et dessinée par Gavarni

À la fin de l'ouvrage, l'auteur précise que tous les personnages ont réellement existé, à l'exception de l'anti-héro, « Capiston » Simon Simonini, et de « quelques figures mineures d’accompagnement tels le notaire Rebaudengo ou Ninuzzo ». Il a également inventé l'abbé Dalla Piccola.

### Principaux personnages historiques jouant un rôle dans l'intrigue
- Jean-Martin Charcot[9]
- Sigmund Freud (rebaptisé "Froïde" par le personnage de Simon Simonini[9])
- Les docteurs Bourru et Burot[9],[10]
- Diana Vaughan[11] (nom d'une Américaine installée à Paris, dont l'identité est usurpée lors de la mystification de Léo Taxil. Dans le roman, ce personnage participe à l'intrigue sous la forme inventée par Taxil)
- Jean-Baptiste Simonini[12],[13] (grand-père du personnage principal, voir article Augustin Barruel)
- Babette d'Interlaken[13],[14]
- Alexandre Dumas[15]
- Ippolito Nievo[16]
- Negri di Saint Front[16],[17]
- Giuseppe Garibaldi[18]
- Giuseppe Cesare Abba[18] (patriote garibaldien. Eco a utilisé les souvenirs de cet acteur de l'expédition des Mille, notamment pour le passage où Simonini rencontre un moine socialiste, le père Carmelo[19])
- Nino Bixio[20]
- Giuseppe La Farina[20]
- Clément Fabre de Lagrange[21],[22]
- Maurice Joly[23]
- Wilhelm Stieber[24]
- Hermann Goedsche[25]
- Roger Gougenot des Mousseaux[26]
- Jacob Brafmann[26]
- Alphonse Toussenel[27]
- Joseph-Antoine Boullan[28]
- Osman Bey[29] (Pseudonyme)
- Juliette Adam[30]
- Juliana Dimitrievna Glinka[30]
- Léo Taxil[31] (alias Docteur Bataille)
- Charles Hacks[32] (alias Docteur Bataille; dans le roman, le personnage du docteur Bataille représente Hacks)
- Édouard Drumont[33]
- Ferdinand Walsin Esterhazy[34]
- Domenico Margiotta[35]
- Matveï Golovinski[36]
- Pyotr Ratchkovski[31]

### Autres personnages historiques cités dans le roman
Parmi les très nombreux personnages historiques cités dans le roman, figurent entre autres:
- Augustin Barruel
- Camillo Cavour
- Benjamin Disraeli
- Fiodor Dostoïevski
- Alfred Dreyfus

- Luigi Fransoni
- Stanislas de Guaita
- Victor Hugo
- Hippolytus Lutostansky
- Karl Marx
- Leo Meurin
- Felice Orsini
- Joséphin Peladan
- John W. Phelps
- Pie IX
- Jean Sandherr
- Eugène Sue
- Laurent Tailhade
- Adolphe Thiers
- Émile Zola

## Relations avec d'autres œuvres
Le roman reprend et développe les thèmes abordés par Umberto Eco dans les chapitres 90 à 97 du roman Le Pendule de Foucault. En 2005, Will Eisner demande à Eco d'écrire une préface pour sa bande dessinée Le Complot, et c'est ce qui aurait décidé ce dernier à écrire un nouveau roman centré sur la genèse des Protocoles des Sages de Sion.
De très nombreux ouvrages d'autres auteurs sont cités dans le roman, parmi lesquels:
- Mémoires pour servir à l'histoire du jacobinisme[40]
- Le Juif errant
- Joseph Balsamo
- Les Mystères du peuple[41]
- Gli amori garibaldini[42]
- Dialogue aux enfers entre Machiavel et Montesquieu
- L'esprit des bêtes[43]
- Coningsby[44]
- Le livre du Kahal[45]
- Le Juif, le Judaïsme et la Judaïsation des peuples chrétiens[46]
- Biarritz[47]
- La Vie de Jésus[48]
- Le fils du jésuite[49]
- Les frères Trois-Points[50]
- Les sœurs maçonnes[51]
- La France maçonnique[52]
- De la cause du sommeil lucide[53]
- Le Diable au XIXe siècle[54]
- Mémoires d'une ex-palladiste[55]
- La France juive[56]
- Le testament d'un antisémite[57]
- Souvenirs d'un trente-troisième, Adriano Lemmi, chef suprême des francs-maçons[58]

## Accueil critique

### Polémique autour du roman

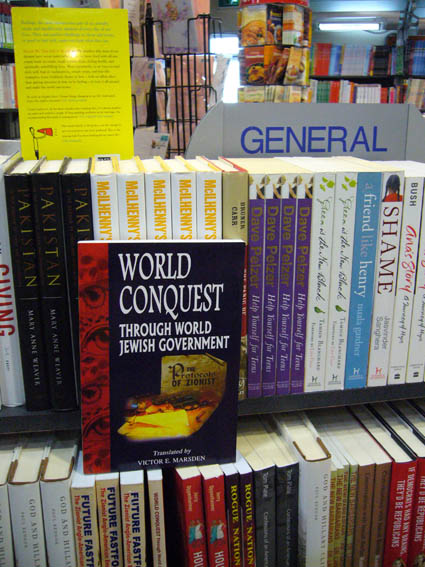
Les protocoles des Sages de Sion continuent d'être publiés de nos jours, comme en témoigne cette édition malaise en anglais, en vente à l'aéroport de Kuala Lumpur

Marcelle Padovani rapporte que lors de la publication du livre en Italie, l'auteur a été accusé d'« antisémitisme involontaire ». Lucetta Scaraffia semble être la première à avoir lancé la polémique dans un article de L'Osservatore romano daté du 30 octobre 2010: elle y regrette l'absence de personnages positifs dans ce roman où tout est décrit à travers le regard infâme du personnage principal, foncièrement antisémite. Marcelle Padovani fait également référence à un article de l'historienne Anna Foa qui émet des réserves quant à l'opportunité d'écrire une fiction sans fournir de recul analytique sur la genèse des Protocoles des Sages de Sion, livre qu'Adolf Hitler a utilisé pour justifier sa politique antisémite, et qui est encore considéré dans de nombreux pays comme reflétant une part de vérité, même si c'est un faux. Dans un dialogue avec Umberto Eco, le rabbin Riccardo Di Segni estime que le roman est ambigu : qu'il s'agisse des juifs, des jésuites ou des francs-maçons, le lecteur risque de croire à la réalité de ces complots présentés dans une intrigue convaincante. Il ajoute que le jeu est d'autant plus risqué pour les juifs que les jésuites sont décrits comme des personnages peu recommandables, tandis que les francs-maçons ont effectivement intrigué dans les sphères du pouvoir au cours du XIXe siècle. Il va jusqu'à se demander si l'excès dans la folie et la monstruosité du personnage principal ne finissent pas par risquer de le rendre sympathique aux yeux du lecteur. Selon Marcelle Padovani, Ugo Volli semble partager cette dernière interrogation. Pour Giorgio Pressburger, ce roman est dangereux pour le « lecteur moyen » qui risque d'y trouver « un exutoire dans la haine des juifs, des francs-maçons, des pouvoirs occultes, vrais responsables » de son « peu de réussite » sociale,. En France, Pierre Assouline s'inquiète également du danger que peut présenter ce roman alors que notre époque est particulièrement propice à la diffusion de soupçons de complot,. Cette inquiétude est partagée par Pierre-André Taguieff, qui craint que des lecteurs naïfs y voit « un manuel d'initiation au conspirationnisme antijuif et antimaçonnique ». Il ajoute que Les Protocoles des Sages de Sion sont régulièrement invoqués dans tous les pays musulmans à des fins antisionistes, voire pour inciter au djihad. Cependant, selon André Peyronie, la réception critique semble « plutôt rassurante » dans les pays arabes, du moins d'après l'analyse de huit articles qui situent l'hypothèse d'un complot juif développée dans le roman uniquement dans son contexte européen, sans faire allusion à Israël. Tout en reconnaissant qu'il existe un risque de récupération par des courants conspirationnistes ou de fausse interprétation par des lecteurs non avertis, Umberto Eco a rétorqué à de nombreuses reprises qu'il n'était pas responsable du mauvais usage que certains pourraient faire de son livre, alors que la littérature à caractère antisémite est facilement accessible sur internet,. Il s'est également demandé si l'accusation de risque de propagation de l'antisémitisme lancée par L'Osservatore romano ne masquait pas plutôt un agacement provoqué par la représentation caricaturale des jésuites,.

### Critique littéraire
La plupart des critiques s'accordent pour reconnaître l'érudition de l'auteur, mais divergent sur l'opportunité des nombreuses références qui risquent de submerger le lecteur. Pour Laurent Dispot, ce roman est un « bel ouvrage goûteux et agréable qui entraîne à l’intelligence, jouissant de la pédagogie en bonheurs d’expression, paru en (excellente) traduction française en 2011 ». Gilles Heuré pense que le roman est volontairement confus dans l'imbrication de l'intrigue et des faits historiques, à la manière d'un roman-feuilleton d'Eugène Sue. Pour Marie-Françoise Leclère, c'est une épopée étourdissante, et les illustrations d'époque renforcent l'impression de lire un roman du XIXe siècle. Giorgio Pressburger estime que le lecteur visé est d'abord l'amateur de cette littérature d'autrefois, mais que les thèmes abordés restent actuels (« le racisme, les pouvoirs occultes, la société basée sur l’hypocrisie et le mensonge… »). Le ton « léger, presque amusé », les « jeux littéraires et » les « surprises narratives » peuvent « réjouir le lecteur spirituel déjà un peu aguerri ». Pierre-André Taguieff y voit un « roman plus erratique que convaincant », « du Dan Brown sophistiqué et bien documenté, du Dan Brown pour bac + 3 ». Certains critiques jugent le livre lourd et ennuyeux. C'est par exemple l'avis unanime des participants au Masque et la plume du 10 avril 2011: Jérôme Garcin y voit un « pudding incroyable » et Jean-Claude Raspiengeas, « le summum du pensum » écrasé par ses références à Dumas, Hugo et Sue; pour Olivia de Lamberterie, Eco a voulu « tout mettre » dans ce « monument d'ennui et d'érudition », craignant peut-être que ce soit son dernier roman; Patricia Martin est gênée par le manque de clarté du point de vue de l'auteur qui s'amuse de l'abjection de son héros; Michel Crépu parle de « cynisme littéraire » à propos de ce fin connaisseur du roman moderne qui choisit d'écrire dans un style de roman-feuilleton « impossible de nos jours ».

## Diffusion
Le roman connaît dès sa parution un grand succès d'édition. Selon Gilles Heuré, 550 000 exemplaires ont été vendus dans les deux mois qui ont suivi sa parution en Italie, mais les estimations sont très variables selon les sources,.